# Flirtea limbata
Flirtea limbata is een hooiwagen uit de familie Cosmetidae.